# Prawo harcerskie

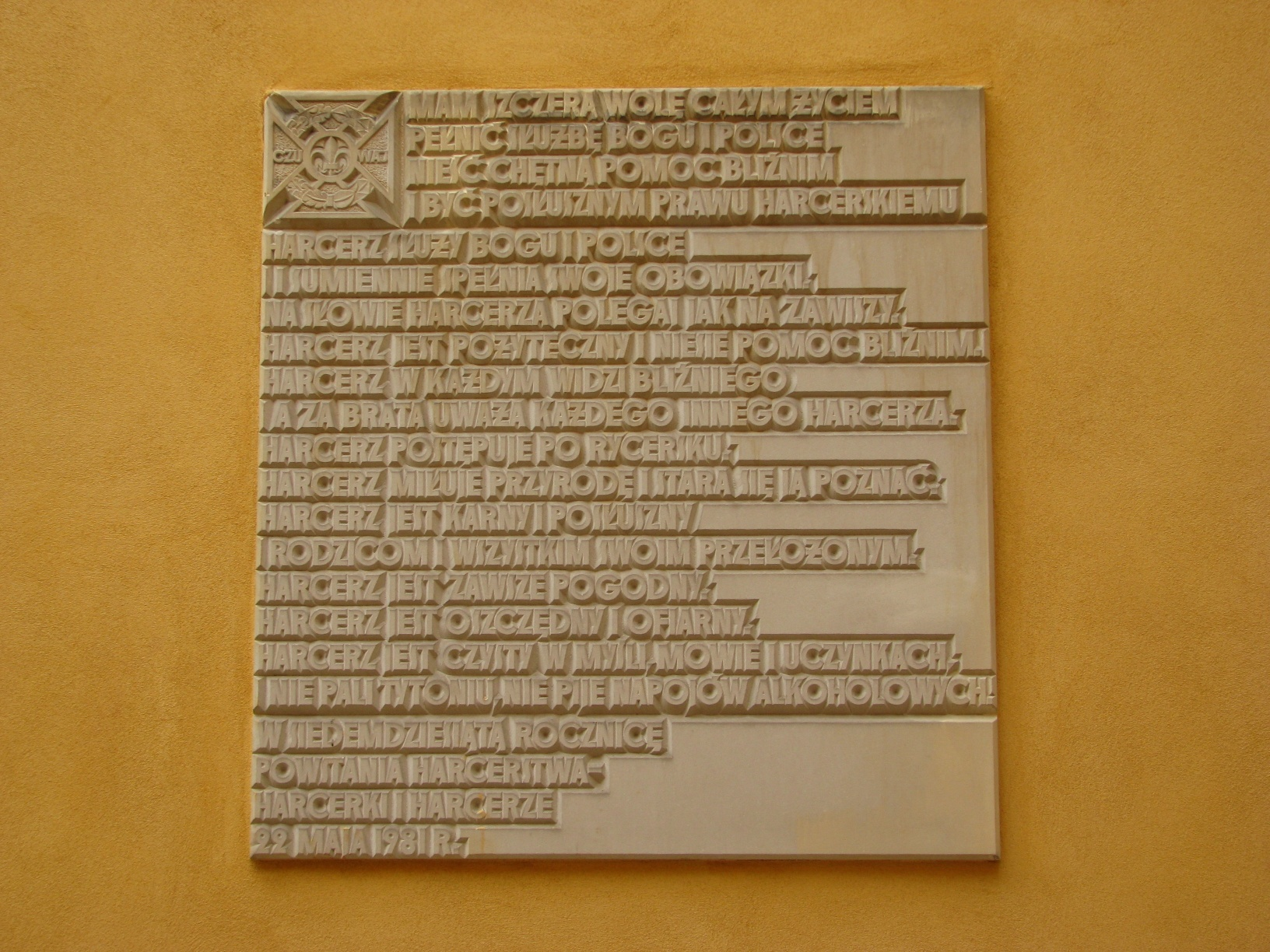
Prawo harcerskie (w redakcji z 1932) – tablica na dziedzińcu kościoła św. Marcina w Warszawie wmurowana w 1981 – w 70. rocznicę powstania harcerstwa.

Prawo harcerskie – system zasad obowiązujących w harcerstwie, będący podstawą wychowania harcerskiego. Każda organizacja harcerska ma własną redakcję prawa.

## Prawo harcerskieZwiązku Harcerstwa Polskiego
1. Harcerz/Harcerka sumiennie spełnia swoje obowiązki wynikające z Przyrzeczenia Harcerskiego.
2. Na słowie harcerza polegaj jak na Zawiszy.
3. Harcerz/Harcerka jest pożyteczny i niesie  pomoc bliźnim.
4. Harcerz/Harcerka w każdym widzi bliźniego, a za brata uważa każdego innego harcerza.
5. Harcerz/Harcerka postępuje po rycersku.
6. Harcerz/Harcerka miłuje przyrodę i stara się ją poznać.
7. Harcerz/Harcerka jest karny i posłuszny rodzicom i wszystkim swoim przełożonym.
8. Harcerz/Harcerka jest zawsze pogodny.
9. Harcerz/Harcerka jest oszczędny i ofiarny.
10. Harcerz/Harcerka pracuje nad sobą, jest czysty w myśli, mowie i uczynkach; jest wolny od nałogów[1].

8 kwietnia 2017 XXXIX Zjazd Nadzwyczajny ZHP podjął uchwałę o wprowadzeniu nowej redakcji dziesiątego punktu prawa harcerskiego, który do tej pory brzmiał następująco: Harcerz jest czysty w myśli, w mowie i uczynkach; nie pali tytoniu i nie pije napojów alkoholowych.

## Prawo harcerskieZwiązku Harcerstwa Rzeczypospolitej
1. Harcerz służy Bogu i Polsce i sumiennie spełnia swoje obowiązki.
2. Na słowie harcerza polegaj jak na Zawiszy.
3. Harcerz jest pożyteczny i niesie pomoc bliźnim.
4. Harcerz w każdym widzi bliźniego, a za brata uważa każdego innego harcerza.
5. Harcerz postępuje po rycersku.
6. Harcerz miłuje przyrodę i stara się ją poznać.
7. Harcerz jest karny i posłuszny rodzicom i wszystkim swoim przełożonym.
8. Harcerz jest zawsze pogodny.
9. Harcerz jest oszczędny i ofiarny.
10. Harcerz jest czysty w myśli, mowie i uczynkach, nie pali tytoniu i nie pije napojów alkoholowych[3].

Organizacja Harcerek ZHR używa wersji z "Harcerka...".
Ta wersja prawa harcerskiego była w użyciu w Związku Harcerstwa Polskiego w latach 1932-1945 (Statut z 1936), w tym w Szarych Szeregach, w kolejnych dziesięcioleciach w ZHP wprowadzano kilka kolejnych wersji. W latach 80. powróciły do niej środowiska harcerskie związane z Kręgami Instruktorów Harcerskich im. Andrzeja Małkowskiego (KIHAM). 12 września 1982 na Jasnej Górze odbyło się ostatnie jawne spotkanie Rady Porozumienia KIHAM, podczas którego wystosowała ona apel do harcerzy, aby w szczególny sposób chronili przywrócony tekst Prawa i Przyrzeczenia Harcerskiego.
Tej wersji Prawa używają również: HROŚ, Niezależny Związek Harcerstwa „Czerwony Mak”, NKIH „Leśna Szkółka” oraz HOKTW w Poznaniu.

## Prawo harcerskieStowarzyszenia Harcerskiego
Harcerze
1. Harcerz służy Polsce i sumiennie spełnia swoje obowiązki.
2. Na słowie harcerza polegaj jak na Zawiszy.
3. Harcerz jest pożyteczny i niesie pomoc bliźnim.
4. Harcerz w każdym widzi bliźniego, a za brata uważa każdego innego harcerza.
5. Harcerz postępuje po rycersku.
6. Harcerz miłuje przyrodę i stara się ją poznać.
7. Harcerz jest karny i posłuszny rodzicom i wszystkim swoim przełożonym.
8. Harcerz jest zawsze pogodny.
9. Harcerz jest oszczędny i ofiarny.
10. Harcerz jest czysty w myśli, mowie i uczynkach; nie pali tytoniu i nie pije napojów alkoholowych[4].

Harcerki
1. Harcerka służy Polsce i sumiennie spełnia swoje obowiązki.
2. Na słowie harcerki polegaj jak na Zawiszy.
3. Harcerka jest pożyteczna i niesie pomoc bliźnim.
4. Harcerka w każdym widzi bliźniego, a za siostrę uważa każdą inną harcerkę.
5. Harcerka postępuje po rycersku.
6. Harcerka miłuje przyrodę i stara się ją poznać.
7. Harcerka jest karna i posłuszna rodzicom i wszystkim swoim przełożonym.
8. Harcerka jest zawsze pogodna.
9. Harcerka jest oszczędna i ofiarna.
10. Harcerka jest czysta w myśli, w mowie i uczynkach; nie pali tytoniu i nie pije napojów alkoholowych[4].

## Prawo harcerskieStowarzyszenia Harcerstwa Katolickiego Zawisza
Harcerze
Zasady podstawowe Federacji Skautingu Europejskiego (FSE)
1. Obowiązki Harcerza rozpoczynają się w domu.
2. Harcerz jest wierny swojej Ojczyźnie i działa na rzecz jedności i braterstwa w Europie.
3. Harcerz – Syn Chrześcijaństwa – jest dumny ze swej wiary: pracuje sumiennie, aby ustanowić Królestwo Chrystusa w całym swoim życiu i świecie, który go otacza.

Prawo Harcerza
1. Harcerz dba o swój honor, aby zasłużyć na zaufanie.
2. Harcerz jest lojalny wobec swojego kraju, rodziców, przełożonych i podwładnych.
3. Harcerz jest powołany do służby bliźniemu i jego zbawieniu.
4. Harcerz jest przyjacielem wszystkich i bratem dla każdego innego Harcerza.
5. Harcerz jest uprzejmy i rycerski.
6. Harcerz widzi w przyrodzie dzieło Boże, szanuje rośliny i zwierzęta.
7. Harcerz jest karny, każde zadanie wykonuje sumiennie do końca.
8. Harcerz jest panem samego siebie, uśmiecha się i śpiewa w kłopotach.
9. Harcerz jest gospodarny i troszczy się o dobro innych.
10. Harcerz jest czysty w myśli, mowie i uczynkach.

Harcerki
Zasady podstawowe Federacji Skautingu Europejskiego (FSE)
1. Obowiązki Harcerki rozpoczynają się w domu.
2. Harcerka jest wierna swojej Ojczyźnie i działa na rzecz jedności i braterstwa w Europie.
3. Harcerka – córka chrześcijaństwa – jest dumna ze swej wiary: pracuje sumiennie, aby ustanowić Królestwo Chrystusa w całym swoim życiu i świecie, który ją otacza.

Prawo Harcerki
1. Harcerka dba o swój honor, aby zasłużyć na zaufanie.
2. Harcerka jest lojalna wobec swojego kraju, rodziców, przełożonych i podwładnych.
3. Harcerka jest powołana do służby bliźniemu i jego zbawieniu.
4. Harcerka jest przyjaciółką wszystkich i siostrą dla każdej innej Harcerki.
5. Harcerka jest uprzejma i szlachetna.
6. Harcerka widzi w przyrodzie dzieło Boże, szanuje rośliny i zwierzęta.
7. Harcerka jest karna, każde zadanie wykonuje sumiennie do końca.
8. Harcerka panuje nad sobą, uśmiecha się i śpiewa w kłopotach.
9. Harcerka jest gospodarna i troszczy się o dobro innych.
10. Harcerka jest czysta w myśli, mowie i uczynkach.

## Prawo harcerskieZwiązku Harcerstwa Polskiego poza granicami Kraju
1. Harcerz służy Bogu i Polsce i sumiennie spełnia swoje obowiązki.
2. Na słowie harcerza polegaj jak na Zawiszy.
3. Harcerz jest pożyteczny i niesie pomoc bliźnim.
4. Harcerz w każdym widzi bliźniego, a za brata uważa każdego innego harcerza.
5. Harcerz postępuje po rycersku.
6. Harcerz miłuje przyrodę i stara się ją poznać.
7. Harcerz jest karny i posłuszny rodzicom i wszystkim swoim przełożonym.
8. Harcerz jest zawsze pogodny.
9. Harcerz jest oszczędny i ofiarny.
10. Harcerz jest czysty w myśli, mowie i uczynkach i zwalcza szkodliwe nałogi.